# Спарре, Ян Юрьевич
Ян Ю́рьевич (Ю́льевич) Спа́рре (14 марта 1891, Туккумский уезд, Курляндская губерния — 2 февраля 1962, Москва) — советский спортсмен (тяжелоатлет, легкоатлет-метатель) и арбитр (судья всесоюзной (1937,) и международной категорий). Отличник физической культуры (1950).

## Биография
Родился в 1891 году в Курляндской губернии (ныне Латвия) в крестьянской семье. Латыш. Отец спортивного теле- и радиокомментатора Яна Яновича Спарре (1934—1982).
Учился в Ремтенском сельскохозяйственном училище. После его окончания поступил в слесарные мастерские Плаудиса и Саулитиса. Поработав два года, перешёл на механический завод Отто Эрбе. Работал в Риге.
Участвовал в революционном движении, распространял большевистские листовки среди рабочих рижского завода «Унион» (в советское время — «ВЭФ»). Был задержан полицией, но отпущен домой, получив «чёрный паспорт», по которому в Риге потерял возможность трудоустройства.
Отправился на заработки в Москву, был рабочим-шлифовщиком на завод братьев Бромлей (позже «Красный пролетарий»), так как в связи с началом Первой мировой войны в рабочих ощущалась острая нужда. Скопив деньги на вступительный взнос, записался в Замоскворецкий клуб спорта и стал заниматься штангой под руководством приехавшего из Германии педагога Отто Майера.
После Октябрьской революции спортсмен отдалился от спорта, вступил в ряды Красной гвардии, служил в частях особого назначения, участник боёв за установление советской власти в Москве. В 1922 году был депутатом Московского городского совета.

### Спортивная карьера
После окончания Гражданской войны вернулся в спорт и стал многократным чемпионом СССР по тяжёлой и лёгкой атлетике.
Выступал за «Динамо», «Спартак», «Локомотив».

### После спорта
Оставив помост в 1934 году, заслуженный мастер спорта Ян Спарре долго и активно вёл тренерскую и общественную деятельность в «Спартаке» и во Всесоюзной федерации тяжёлой атлетики, передавая свои знания и опыт молодёжи.

### Смерть
Умер 2 февраля 1962 года в Москве. Тело было кремировано, урна с прахом захоронена на 3-м участке Новодевичьего кладбища в Москве.

## Результаты

### Лёгкая атлетика

#### Соревнования
квалификация
| Год  | Город  | Дисциплина     | Дата         | Результат | Место |
| ---- | ------ | -------------- | ------------ | --------- | ----- |
| 1922 | Москва | Толкание ядра  | 7 сентября   | 10,60     | 5     |
| 1922 | Москва | Метание диска  | 4 сентября   | 27,11     | 19 NQ |
| 1922 | Москва | Метание молота | 3 сентября   | 33,40     | I     |
| 1923 | Москва | Толкание ядра  | 6 сентября   | 11,51     | III   |
| 1923 | Москва | Метание молота | 1—8 сентября | 33,22     | III   |
| 1927 | Москва | Толкание ядра  | 24 августа   | 11,655    | 5     |
| 1927 | Москва | Метание молота | 20 августа   | 33,74     | III   |

### Тяжёлая атлетика

#### Соревнования
- Серебряный (1916) и бронзовый (1915) призёр чемпионатов Российской империи по тяжёлой атлетике.
- Чемпион России (1918 — в среднем весе; 1920 — в тяжелом весе; 1922 — в полутяжелом весе).
- Чемпион СССР (1923, 1927, 1928, 1934 — в полутяжелом весе; 1924, 1926, 1929, 1932 — в тяжелом весе).
- 23-кратный чемпион Москвы.
- Победитель Всесоюзной спартакиады (1928) в полутяжелом весе — 516 кг (81+100+95+105+135).

#### Рекорды
Установил 58 рекордов СССР в средней, полутяжелой и тяжелой весовых категориях, из которых 9 превышали рекорды Мира.

## Семья
- Родители Юрис и Лате Спаре[5].
- Сын Ян Спарре (1934—1982) — спортивный радио- и телекомментатор Гостелерадио СССР.

## Звания
- Заслуженный мастер спорта СССР
- Заслуженный тренер СССР

## Награды
- Медаль «За трудовую доблесть» (27.04.1957) — «за успехи, достигнутые в деле развития массового физкультурного движения в стране, повышения мастерства советских спортсменов, и успешное выступление на международных соревнованиях»

## Память
- В Липецке проводится традиционный тяжелоатлетический турнир памяти Яна Юрьевича Спарре[6].
- В фондах ГА РФ имеются материалы, относящиеся к Я. Ю. Спарре[7].